# Casa Martha Kinsey
La Casa Martha Kinsey (en inglés: Martha Kinsey House) es una casa histórica ubicada en La Jolla, California. La Casa Martha Kinsey se encuentra inscrita forma parte del Registro Nacional de Lugares Históricos en el Registro Nacional de Lugares Históricos desde el 07 de agosto de 1992. Lilian Jenette fue el arquitecto quién diseñó la Casa Martha Kinsey.

## Ubicación
La Casa Martha Kinsey se encuentra dentro del condado de San Diego en las coordenadas 32°50′52″N 117°16′28″O / 32.847778, -117.274444.